# Барак (Могилёвская область)
Бара́к (бел. Барак) — посёлок в составе Бортниковского сельсовета Бобруйского района Могилёвской области Белоруссии.

## Население
- 1999 год — 30 человек
- 2010 год — 42 человека